# Samuel Stillman Osgood

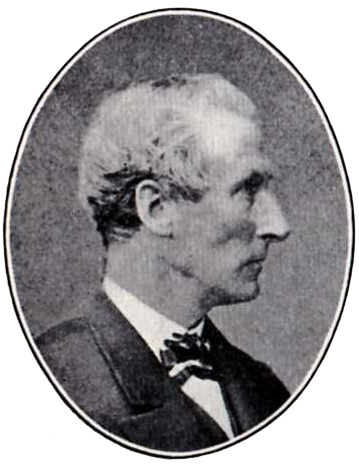
Samuel Stillman Osgood

Samuel Stillman Osgood (ur. 1808, zm. 1885) – malarz amerykański, mąż poetki Frances Sargent Osgood. Ożenił się z nią w 1835. Następnie razem wyjechali do Londynu, gdzie dalej studiował malarstwo. Jest znany jako portrecista. Namalował bądź narysował wizerunki między innymi żony i Edgara Allana Poe. Po śmierci Frances i trzech córek Samuel związał się z Sarą (Sarah) Rodman Howland, która przeżyła go o kilka lat.